# Giovanni Ernesto di Sassonia-Coburgo

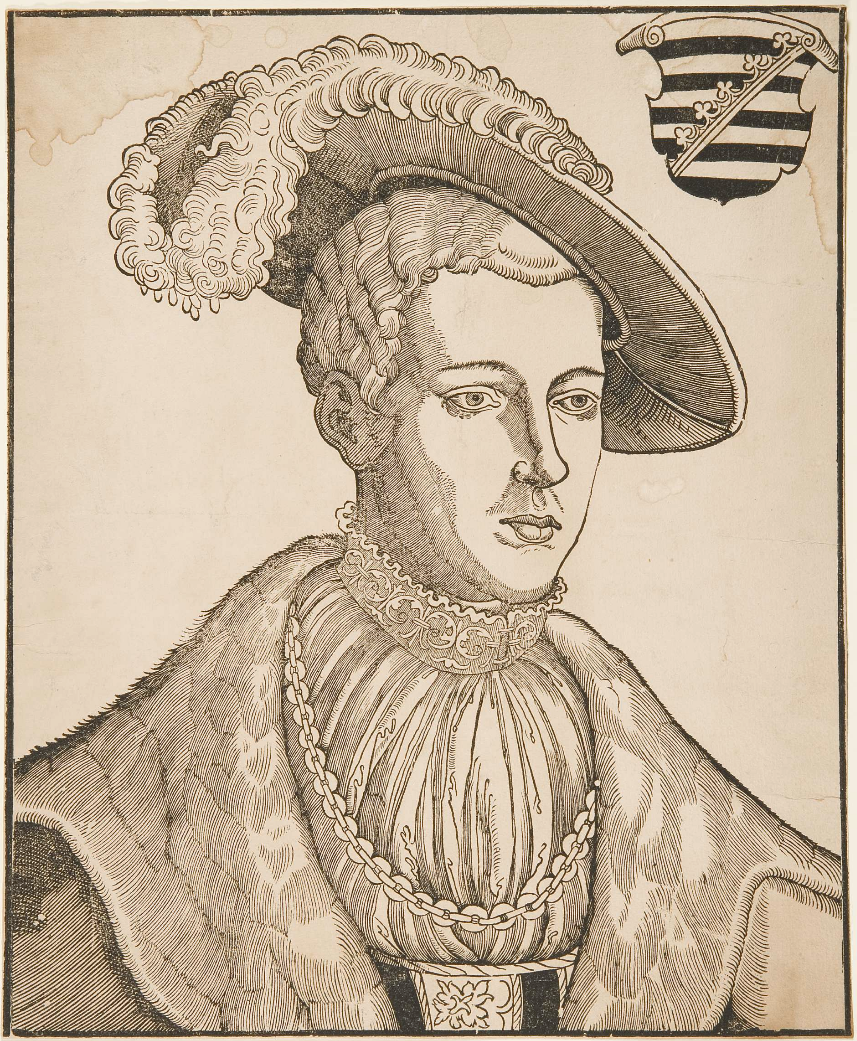
Giovanni Ernesto I di Sassonia-Coburgo, in una xilografia del XVI secolo.

Giovanni Ernesto di Sassonia-Coburgo (Coburgo, 10 maggio 1521 – Coburgo, 8 febbraio 1553) è stato un principe della linea Ernestina della casata di Wettin. Fu dal 1541 fino alla sua morte duca di Sassonia-Coburgo e langravio titolare di Turingia.

## Biografia

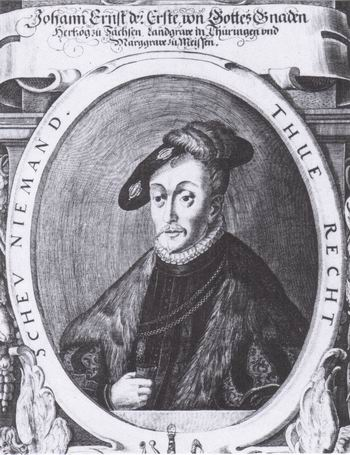
Principe Giovanni Ernesto I di Sassonia-Coburgo.

Giovanni Ernesto era il figlio maggiore dell'elettore di Sassonia Giovanni il Costante (1468–1532) dal suo secondo matrimonio con Margherita, figlia del principe Valdemaro VI di Anhalt-Zerbst. Giovanni Ernesto fu istruito dall'umanista e teologo riformato Georg Burkhardt. Il suo fratellastro maggiore, l'elettore Giovanni Federico I, che era stato tutore di Giovanni Ernesto dal 1528, lo coinvolse nel governo dello stato elettorale sassone dopo il 1532.
Nel 1541, in seguito alla mediazione del principe Wolfgang di Anhalt-Köthen a Torgau, alcuni territori dei Wettin in Turingia, attorno alla città di Coburgo, furono destinati a diventare un dominio separato per Giovanni Ernesto. In particolare, Giovanni Ernesto ottenne: Coburgo, Königsberg, Neustadt, Sonneberg, Neuhaus, Rodach, Hildburghausen, Heldburg, Eisfeld, Veilsdorf, Schalkau e Ummerstadt. Inoltre, ricevette anche una somma una tantum e una pensione annuale da suo fratello. Nel 1542, Giovanni Ernesto iniziò a costruire il castello di Ehrenburg, poiché la fortezza di Coburgo sembrava troppo scomoda. Sotto Giovanni Ernesto inizio l'estrazione dell'oro a Steinheid. Il 12 febbraio dello stesso anno sposò a Torgau Caterina (1524–1581), figlia del duca Filippo I di Brunswick-Grubenhagen. La coppia, però, non ebbe figli.
Nonostante i tumulti causati dalla guerra della Lega di Smalcalda, Giovanni Ernesto continuò a governare a Coburgo pressoché indisturbato. Nel 1547 non fu toccato dall'azione punitiva che l'imperatore Carlo V eseguì contro l'elettore di Sassonia dopo la battaglia di Mühlberg, tuttavia, gli fu sottratta Königsberg, che venne ceduta al nipote Giovanni Guglielmo di Sassonia-Weimar.
Nel 1553, dopo la morte di Giovanni Ernesto, Coburgo venne ereditata dal fratellastro Giovanni Federico I, che era stato rilasciato dalla prigionia pochi mesi prima, e sui suoi tre figli, che dal 1554, per diversi anni, governarono insieme tutti i domini della linea Ernestina.

## Ascendenza
|                                       |   |                                  | Genitori                            |  |  | Nonni |  |  | Bisnonni                |  |  | Trisnonni              |  |
|                                       |   |                                  |                                     |  |  |       |  |  | Federico II di Sassonia |  |  | Federico I di Sassonia |  |
|                                       |   |                                  |                                     |  |  |       |  |  | Federico II di Sassonia |  |  | Federico I di Sassonia |  |
|                                       |   | Caterina di Brunswick-Lüneburg   |                                     |  |  |       |  |  | Federico II di Sassonia |  |  |                        |  |
| Ernesto di Sassonia                   |   |                                  |                                     |  |  |       |  |  | Federico II di Sassonia |  |  |                        |  |
|                                       |   | Margherita d'Austria             | Ernesto I d'Asburgo                 |  |  |       |  |  |                         |  |  |                        |  |
|                                       |   | Margherita d'Austria             | Ernesto I d'Asburgo                 |  |  |       |  |  |                         |  |  |                        |  |
|                                       |   | Margherita d'Austria             | Cimburga di Masovia                 |  |  |       |  |  |                         |  |  |                        |  |
| Giovanni di Sassonia                  |   | Margherita d'Austria             |                                     |  |  |       |  |  |                         |  |  |                        |  |
|                                       |   | Alberto III di Baviera           | Ernesto di Baviera-Monaco           |  |  |       |  |  |                         |  |  |                        |  |
|                                       |   | Alberto III di Baviera           | Ernesto di Baviera-Monaco           |  |  |       |  |  |                         |  |  |                        |  |
|                                       |   | Alberto III di Baviera           | Elisabetta Visconti                 |  |  |       |  |  |                         |  |  |                        |  |
| Elisabetta di Baviera                 |   | Alberto III di Baviera           |                                     |  |  |       |  |  |                         |  |  |                        |  |
|                                       |   | Anna di Braunschweig-Grubenhagen | Erich I di Braunschweig-Grubenhagen |  |  |       |  |  |                         |  |  |                        |  |
|                                       |   | Anna di Braunschweig-Grubenhagen | Erich I di Braunschweig-Grubenhagen |  |  |       |  |  |                         |  |  |                        |  |
|                                       |   | Anna di Braunschweig-Grubenhagen | Elisabetta di Brunswick-Göttingen   |  |  |       |  |  |                         |  |  |                        |  |
| Giovanni Federico di Sassonia-Coburgo |   | Anna di Braunschweig-Grubenhagen |                                     |  |  |       |  |  |                         |  |  |                        |  |
|                                       | … | …                                |                                     |  |  |       |  |  |                         |  |  |                        |  |
|                                       | … | …                                |                                     |  |  |       |  |  |                         |  |  |                        |  |
|                                       | … | …                                |                                     |  |  |       |  |  |                         |  |  |                        |  |
| Valdemaro VI di Anhalt-Zerbst         | … |                                  |                                     |  |  |       |  |  |                         |  |  |                        |  |
|                                       |   | …                                | …                                   |  |  |       |  |  |                         |  |  |                        |  |
|                                       |   | …                                | …                                   |  |  |       |  |  |                         |  |  |                        |  |
|                                       |   | …                                | …                                   |  |  |       |  |  |                         |  |  |                        |  |
| Margherita di Anhalt-Zerbst           |   | …                                |                                     |  |  |       |  |  |                         |  |  |                        |  |
|                                       |   | …                                | …                                   |  |  |       |  |  |                         |  |  |                        |  |
|                                       |   | …                                | …                                   |  |  |       |  |  |                         |  |  |                        |  |
|                                       |   | …                                | …                                   |  |  |       |  |  |                         |  |  |                        |  |
| …                                     |   | …                                |                                     |  |  |       |  |  |                         |  |  |                        |  |
|                                       |   | …                                | …                                   |  |  |       |  |  |                         |  |  |                        |  |
|                                       |   | …                                | …                                   |  |  |       |  |  |                         |  |  |                        |  |
|                                       |   | …                                | …                                   |  |  |       |  |  |                         |  |  |                        |  |
|                                       |   | …                                |                                     |  |  |       |  |  |                         |  |  |                        |  |